# بروس لی (بازی ویدئویی)
بروس لی (به انگلیسی Bruce Lee) عنوان یک بازی ویدئویی است که ۱۰ سال پس از مرگ بروس لی (استاد هنرهای رزمی، بازیگر، فیلسوف و بنیانگذار سبک جیت کان دو) در سال ۱۹۸۳ میلادی عرضه شد.